# Нерон (опера Рубинштейна)
«Неро́н» (фр. Néron) — четырёхактная опера Антона Рубинштейна на либретто Жюля Барбье в жанре большой оперы, основанная на биографии римского императора Нерона (37—68). 
Партитура была заказана Рубинштейну директором парижского театра Гранд-опера Эмилем Перреном в промежуток между 1862 и 1871 годами. Оригинальное либретто было написано Жюлем Барбье на французском языке. Композитор начал работать над оперой в 1875—1876 годах, когда сменившееся руководство Оперы, по-видимому, уже отказалось от её постановки. 
Сценическая премьера состоялась 1 октября 1879 года в Городской опере Гамбурга, для постановки либретто было переведено на немецкий язык. Партию императора исполнил тенор Герман Винкельман. 
В России опера исполнялась на итальянском языке. Её премьера состоялась в петербургском Мариинском театре 10 февраля (29 января по ст. стилю) 1884 года. Танцевальные сцены II акта были поставлены Мариусом Петипа. Балет начинался танцем римских воинов с дротиками, затем появлялись вакханки, возглавляемые Горшенковой; их быстрый пляс, построенный на смене пируэтов и летучих jeté en tournant, вызывал горячее одобрение публики. Появившиеся сатиры начинали с воинами бой за вакханок. Воины побеждали и с весёлым торжеством уносили свою «добычу». Сергей Худеков отзывался, что это «целый балетик, которому придан „смысл“. Это танцы с „действием“, с сюжетом, который нетрудно понять всякому, даже и не посвящённому в таинства пантомимы». В то же время, он раскритиковал античные туники исполнительниц, следуя установившимся представлениям, что танцовщицы должны появляться на сцене исключительно в пышных балетных тюниках. 
Первое представление в оригинальном виде, с либретто на французском языке, состоялось в Руанской опере 14 февраля 1894 года. 
В наши дни целиком опера не исполняется, популярным отрывком из неё остаётся баритоновая Эпиталама Виндекса («Пою тебе, бог Гименей!»). Популярностью пользовались также строфы Нерона из II действия оперы, которые в свое время были записаны рядом знаменитых и известных теноров, в том числе Энрико Карузо (на французском языке) и Франческо Маркони (на итальянском). В 1980 году строфы Нерона на русском языке записал на своей сольной пластинке солист Большого театра СССР В. Н. Петров (орк. ГАБТ п/у А. Н. Лазарева). В XXI веке их записал на оригинальном французском Роберто Аланья. 